# ليندساي بيريجو
 ليندساي بيريجو  (من مواليد 14 ديسمبر 1951)، شخصية إذاعية وتلفزيونية نيوزيلندية سابقة.

في عام 1993 ترك العمل التلفزيوني، أثناء استنكاره لأخبار TVNZ والشؤون الجارية ووصفها بأنها "ميتة دماغياً". عاد بعد ذلك إلى الراديو لعدة سنوات، مع برنامج تحرري على راديو المحيط الهادئ وعلى راديو ليبرتي البائد الآن.
بيريجو هو محرر سابق لمجلة الجذور الحرة، وهي مجلة تحررية/موضوعية أسسها بدعم من ديفيد هندرسون في عام 1994. كتبت ديبورا كودينجتون، المحرر المساعد السابق للراديكالية الحرة، سيرة بيريجو بعنوان غير صحيح سياسيًا في عام 1999، والتي نشرتها الراديو. المحيط الهادئ.
هو من أشد المعجبين بالمغني ماريو لانزا، وفي أغسطس 2013 تم إصدار مجموعة من كتاباته عن حياة لانزا وعمله بعنوان التينور الواحد. كما كتب مقدمة لسيرة لانزا التي كتبها أرماندو سيزاري، ماريو لانزا: مأساة أمريكية. وقد أجرى مقابلات مع خوسيه كاريراس ولوتشيانو بافاروتي، وظهر مع السيدة مالفينا ميجور في تكريم تلفزيوني لبافاروتي في سبتمبر 2007.

## مواقع خارجية
- Lindsay Perigo's C.V.
- Libertarianz Party website
- SOLO website نسخة محفوظة 21 مارس 2021 على موقع واي باك مشين.
- Free Radical magazine website